# بتیتیوا
بتیتیوا (انگلیسی: Betéitiva) یک منطقهٔ مسکونی در کلمبیا است.